# San Maurizio Canavese
San Maurizio Canavese is een gemeente in de Italiaanse provincie Turijn (regio Piëmont) en telt 7613 inwoners (31-12-2004). De oppervlakte bedraagt 17,5 km², de bevolkingsdichtheid is 435 inwoners per km².
De volgende frazioni maken deel uit van de gemeente: Ceretta, Malanghero.

## Demografie
San Maurizio Canavese telt ongeveer 3108 huishoudens. Het aantal inwoners steeg in de periode 1991-2001 met 10,0% volgens cijfers uit de tienjaarlijkse volkstellingen van ISTAT.

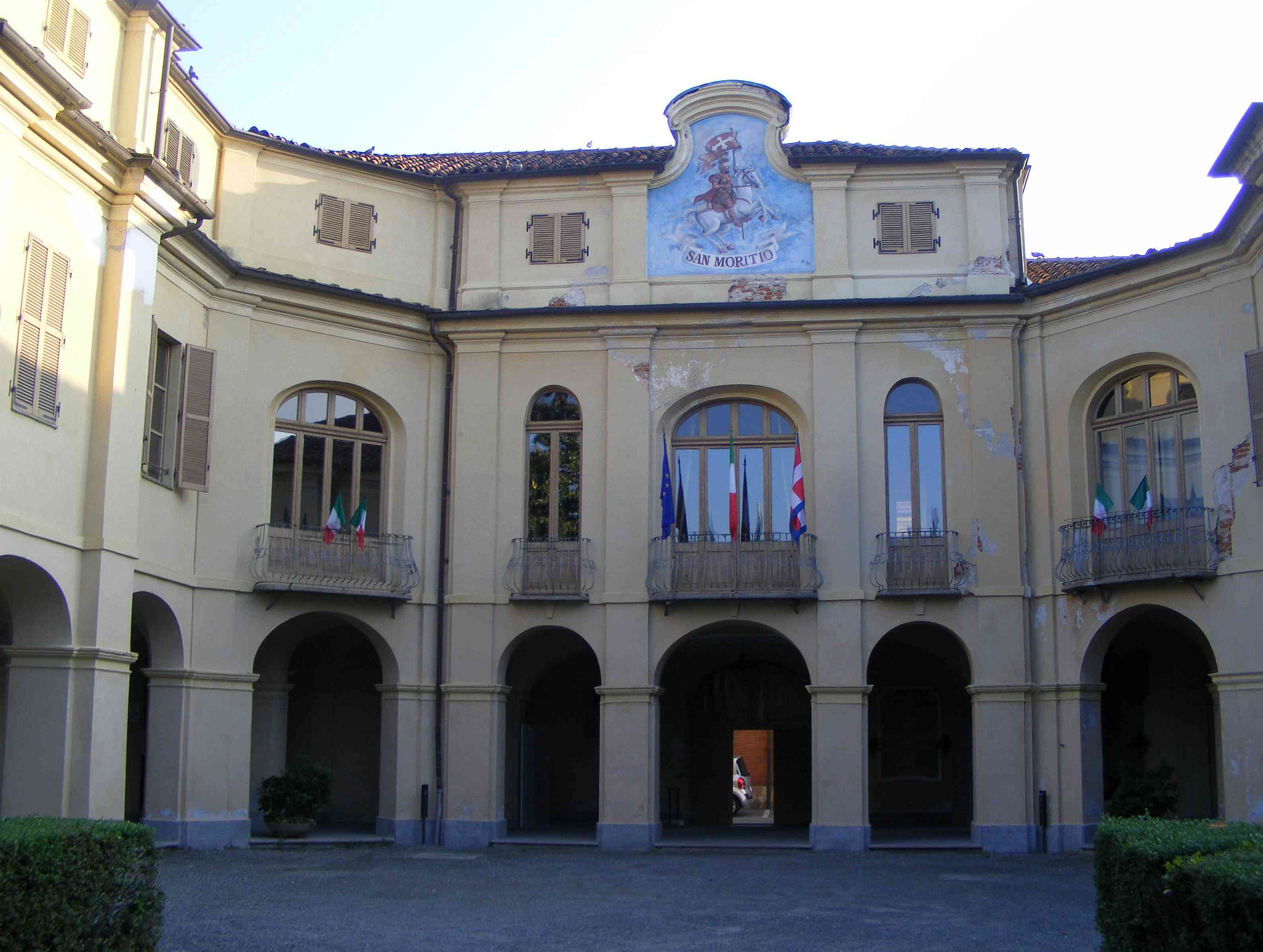
Gemeentehuis

| Jaar | Inwoneraantal |
| ---- | ------------- |
| 1991 | 6600          |
| 2001 | 7259          |

## Geografie
San Maurizio Canavese grenst aan de volgende gemeenten: San Carlo Canavese, San Francesco al Campo, Ciriè, Leinì, Robassomero, Caselle Torinese.

## Geboren in San Maurizio Canavese
- Giovanni Brunero (1895-1934), wielrenner